# Ainsley Bennett
Ainsley Bennett (ur. 22 lipca 1954 na Jamajce) – brytyjski lekkoatleta specjalizujący się w biegach sprinterskich, uczestnik letnich igrzysk olimpijskich w Montrealu (1976).

## Sukcesy sportowe
- mistrz Wielkiej Brytanii w biegu na 100 metrów (1977)
- mistrz Wielkiej Brytanii w biegu na 200 metrów (1977)[1]
- wicemistrz Anglii w biegu na 100 metrów (1975)
- czterokrotny medalista mistrzostw Anglii w biegu na 200 metrów – srebrny (1975) oraz trzykrotnie brązowy (1974, 1976, 1979)[2]
- brązowy medalista halowych mistrzostw Anglii w biegu na 200 metrów (1982)
- czterokrotny medalista halowych mistrzostw Anglii w biegu na 400 metrów – trzykrotnie złoty (1979, 1981, 1983) oraz srebrny (1985)[3]

| Rok  | Miasto    | Zawody                    | Konkurencja                 | Wynik         |
| ---- | --------- | ------------------------- | --------------------------- | ------------- |
| 1974 | Rzym      | mistrzostwa Europy        | bieg na 200 m               | 7. miejsce    |
| 1979 | Meksyk    | uniwersjada               | bieg na 100 m bieg na 200 m | brązowy medal |
| 1983 | Budapeszt | halowe mistrzostwa Europy | bieg na 400 m               | srebrny medal |
| 1983 | Helsinki  | mistrzostwa świata        | sztafeta 4 × 400 m          | brązowy medal |

## Rekordy życiowe
- bieg na 100 metrów – 10,21 – Meksyk 08/09/1979
- bieg na 200 metrów – 20,42 – Meksyk 12/096/1979
- bieg na 300 metrów – 32,99 – Londyn 20/07/1974
- bieg na 400 metrów – 46,15 – Londyn 29/08/1975
- bieg na 400 metrów (hala) – 46,43 – Budapeszt 06/03/1983